# Methodios I.
Svatý Metoděj I. nebo Methodios I. (řecky Μεθόδιος; 788 / 800 – 14. červen 847) byl konstatinopolský ekumenický patriarcha v období od 4. března 843 do své smrti. Pravoslavnými církvemi a katolickou církví je uctíván jako svatý, jeho památka se slaví 14. června.

## Život
Metoděj se narodil v Syrakusách na Sicílii do bohaté rodiny. Jako mladý muž odešel studovat do Konstantinopole, později ale vstoupil do kláštera Chenolakkos v Bithýnii, kde se poté stal igumenem (opatem). V tomto období se seznámil s konstatinopolským patriarchou Nikéforem I. Poté, co se byzantským císařem stal Lev V. Arménský, byl patriarcha Nikéforos sesazen a začala nová vlna pronásledování ikonoklastů. V roce 815 proto Metoděj, pravděpodobně jako doprovod sesazeného patriarchy, odešel do Říma, kde zůstal až do roku 821. Krátce po jeho návratu z exilu byl novým císařem Michaelem II. jako přívrženec ikonodulie uvězněn a poslán do vyhnanství na ostrov Antigonis v Propontisu. Vrátit se směl až po nástupu syna Michaela II. na byzantský trůn v roce 829. V tomto období se Metoděj věnoval psaní a napsal několik homilií, poetických kánonů a hagiografických děl, mimo jiné například životy Theofana Vyznavače či mučedníka Euthymia ze Sard. Bývá mu připisováno i autorství děl o životě sv. Mikuláše.
Po smrti císaře Teofila byl císařovnou-regentkou Theodorou na radu ministra Theoktista sesazen předchozí patriarcha Jan VII. Grammatikos a Metoděj byl v roce 843 ustanoven konstatinopolským patriarchou. Zároveň se na první postní neděli (11. březen 843) v Konstantinopoli uskutečnil církevní synod, jejímž cílem a výsledkem bylo obnovení kultu obrazů. Událost je dodnes v pravoslavném světě oslavována jako „Den triumfu ortodoxie“ neboli Neděle pravoslaví.
Samotný Metoděj byl vůči představitelům obrazoborců shovívavý, což však vyvolalo odpor radikálních skupin v táboře ikonodulů, zejména mezi mnichy ve Studijském klášteře. Problematičtí mniši byli proto exkomunikováni a vyhoštěni z Konstantinopole.